# Rivière à Paul
Pour les articles homonymes, voir Paul.
La rivière à Paul est un affluent de la réservoir Pipmuacan, coulant sur la rive Nord-Ouest du fleuve Saint-Laurent, dans le territoire non organisé Mont-Valin, dans la municipalité régionale de comté (MRC) de Le Fjord-du-Saguenay, dans la région administrative de la Saguenay-Lac-Saint-Jean, dans la Province de Québec, au Canada.
Quelques routes forestières desservent la vallée de la rivière à Paul surtout pour les besoins de la foresterie et des activités récréotouristiques,,.
La foresterie constitue la principale activité économique du secteur ; les activités récréotouristique, en second.
La surface de la rivière à Paul habituellement gelée de la fin novembre au début avril, toutefois la circulation sécuritaire sur la glace se fait généralement de la mi-décembre à la fin mars.

## Géographie
Les principaux bassins versants voisins de la rivière à Paul sont :
- côté Nord : réservoir Pipmuacan, lac Gouin, rivière Betsiamites ;
- côté Est : lac à Paul, réservoir Pipmuacan, rivière Andrieux, rivière Lionnet ;
- côté Sud : rivière Lionnet, lac Andrius, rivière Andrieux, lac Catherine, lac Kakuskanus ;
- côté Ouest : réservoir Pipmuacan, lac Daluzeau, rivière Wapishish, rivière Shipshaw, lac Riverin, rivière des Eaux Mortes, rivière aux Sables (réservoir Pipmuacan)[2].

La rivière à Paul prend sa source à l’embouchure du lac à Paul (longueur : 2,3 km ; altitude : 424 m), en zone forestière et entouré de montagnes. Ce lac est situé sur une presqu’île s’étirant vers le Nord dans le réservoir Pipmuacan. L’embouchure de ce lac est située à 2,1 km au Sud du réservoir Pipmuacan.
À partir de l’embouchure du lac à Paul, le cours de la rivière à Paul descend sur 4,9 km vers l’Ouest en traversant deux petits lacs dont le lac Victorin.
L'embouchure de la rivière à Paul se déverse sur la rive Est d’une baie du réservoir Pipmuacan dans le territoire non organisé de Mont-Valin. Cette confluence de la rivière à Paul située au Sud du lac Gouin, à :
- 120,1 km au Nord de la rivière Saguenay ;
- 63,4 km à l’Est de la rivière Manouane (rivière Péribonka) ;
- 31,5 km à l’Ouest de la centrale Bersimis-1 du Sud-Est du réservoir Pipmuacan ;
- 50,0 km à l’Ouest du centre du village de Labrieville ;
- 113,3 km au Nord-Ouest du centre-ville de Forestville ;
- 124,2 km à l’Ouest de l’embouchure de la rivière Betsiamites[2],[5].

## Toponymie
Le terme "Paul" constitue un prénom et un patronyme de famille d'origine française.
Le toponyme rivière à Paul a été officialisé le 28 mars 1974 à la Banque des noms de lieux de la Commission de toponymie du Québec.